# Гиньо Ганев
Гиньо Гочев Ганев е виден български политик, народен представител и национален омбудсман, председател на Отечествен фронт в периода 1990 – 2005 г. Народен представител в 8 поредни народни събрания (3 преди 10 ноември 1989 г. и 5 след това). Зам.-председател на VII ВНС. На 13 април 2005 г. е избран от XXXIX народно събрание за първия национален омбудсман на Република България.

## Биография
Роден е на 2 март 1928 г. в Бургас. Завършва Юридическия факултет на Софийския държавен университет. След това се жени за Мария, дъщеря на Кимон Георгиев.
След дипломирането си става юрисконсулт в ръководеното първоначално от неговия тъст Министерство на енергетиката от 1953 г. до 1977 г. Там е последователно главен юрисконсулт, началник на Организационно-правно управление, заместник-началник на Управление по контрола и координацията и главен секретар на министерството. През 1977 г. е избран за секретар на Националния съвет на Отечествения фронт, където остава до 1989 г. През 1989 г. е избран за Председател на Отечествения съюз, а от 2005 г. е Почетен председател. Член е на Изпълнителния комитет на ЦС на Съюза на юристите в България.
През много голяма част от активния си живот той е отдаден на изграждането и утвърждаването на демократичните ценности в съвременна България. Заема различни представителни и ръководни постове в най-новата история. В течение на десетилетия участва енергично и авторитетно в сложните политически и социални процеси на прехода след 1989 г. Един от основните двигатели за създаването и приемането на новата българска конституция. Спечелва огромна популярност и е наречен от хората „Човекът – парламент“. Той е и първият омбудсман на Република България, развивайки тази институция като защитник на обществените интереси.
Дълги години той е Председател и Почетен председател на Съюза на българските читалища и допринесе за утвърждаването на организацията и за нейната народополезна дейност в условията на демократична България.
Гиньо Ганев е член на Държавния съвет на НРБ от 1986 до 1990 г. На 2 пъти отказва да стане министър-председател на България – така на неговото място сядат Димитър Попов и Любен Беров.
Умира на 18 декември 2016 г. в София.

## Семейство
От 1953 г. Гиньо Ганев е женен за Мария (1928 – 1986), дъщеря на Кимон Георгиев. Имат двама синове – Кимон (лекар, психиатър) и Ивайло (инженер, професор), две внучки и двама внуци.

## Отличия
- 1978 г. – награден е с орден „Народна република България“ II степен „по случай 50-годишнината от рождението му и за активно участие в строителството на социализма“.[5]
- Награден е с Орден „Георги Димитров“.
- 2003 г. По повод 75-ата му годишнина президентът Георги Първанов го награждава с орден „Стара планина I степен“
- 2008 г. Награден е с орден „Кирил и Методий“ – по повод 80-ата му годишнина.
- 2016 г. Награден е от Светия синод с орден „Св. Иван Рилски“ за заслугите му за преодоляване на разкола в БПЦ.